# اچ‌ام‌اس گرس‌هوپر (۱۸۱۳)
اچ‌ام‌اس گرس‌هوپر (۱۸۱۳) (به انگلیسی: HMS Grasshopper (1813)) یک کشتی بود. این کشتی در سال ۱۸۱۳ ساخته شد.